# 음성중심주의
음성중심주의(Phonocentrism)는 음성 언어가 문자 언어보다 더 우수하다고 생각하는 사상을 일컫는 용어이다.
소리와 말이 문자 언어나 수화보다 본질적으로 우월하거나 더 중요하다는 믿음이다. 음성 중심적 견해를 지지하는 사람들은 구어가 의사소통의 기본적이고 가장 기본적인 방법인 반면에 쓰기는 말을 포착하는 파생된 방법일 뿐이라고 주장한다. 또한 많은 사람들은 구어가 문어보다 본질적으로 더 풍부하고 직관적이라고 믿는다.
일부 작가들은 플라톤, 장 자크 루소, 페르디낭 드 소쉬르와 같은 철학자들이 음성 중심적 견해를 조장했다고 주장했다. 음성중심주의에 대한 지지를 표명한 월터 옹(Walter Ong)은 미국의 문화가 특히 음성중심적이지 않다고 주장했다.
특히 철학자 자크 데리다(Jacques Derrida)를 포함한 일부 철학자와 언어학자는 문자 언어에 대한 경멸로 보이는 것을 비판하기 위해 "음성 중심주의"라는 용어를 사용했다. 데리다는 말의 즉각성이 글쓰기보다 주체의 현존에 더 가깝다고 여겨져 왔기 때문에 음성중심주의가 발달했다고 주장했다. 그는 말하기와 쓰기 사이의 이분법적 대립이 로고 중심주의의 한 형태라고 믿었다.